# 圣保罗昂帕雷
圣保罗昂帕雷（法語：Saint-Paul-en-Pareds，法語發音：[sɛ̃ pɔl ɑ̃ paʁɛ]）是法国卢瓦尔河地区大区旺代省的一个市镇，属于永河畔拉罗什区。

## 地理
圣保罗昂帕雷（46°49'23"N, 0°59'6"W）面积12.32 平方千米，位于法国卢瓦尔河地区大区旺代省，该省份为法国西部沿海省份，北起大西洋卢瓦尔省和曼恩-卢瓦尔省，西临大西洋，南至滨海夏朗德省，东部及东南部与德塞夫勒省接壤。
与圣保罗昂帕雷接壤的市镇（或旧市镇、城区）包括：勒布佩尔、莱塞比耶、穆尚、圣马尔拉雷奥尔特、塞夫勒蒙。

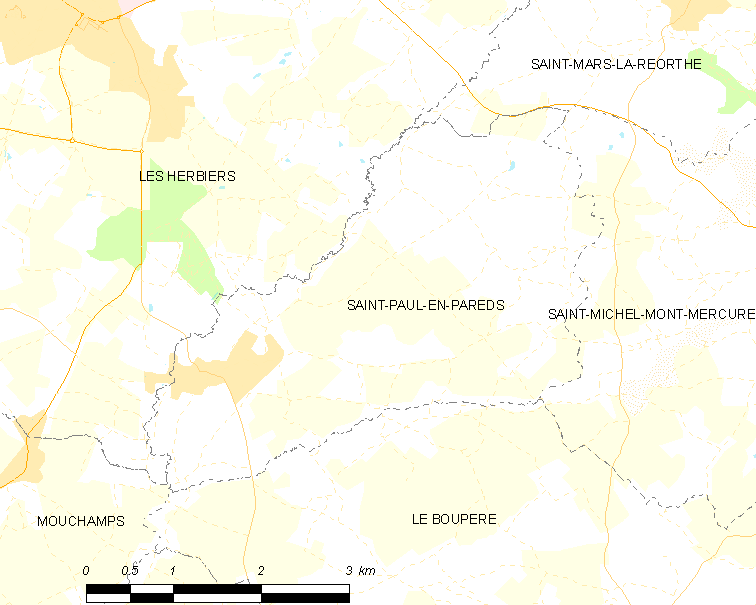
圣保罗昂帕雷的OSM定位图

圣保罗昂帕雷的时区为UTC+01:00、UTC+02:00（夏令时）。

## 行政
圣保罗昂帕雷的邮政编码为85500，INSEE市镇编码为85259。

## 政治
圣保罗昂帕雷所属的省级选区为莱塞比耶县。

## 人口

1962-2008年间圣保罗昂帕雷人口变化图示

圣保罗昂帕雷于2022年1月1日时的人口数量为1382人。